# Vatu-Vei (Ort)
Vatu Vei ist ein osttimoresischer Ort im Suco Guiço (Verwaltungsamt Loes, Gemeinde Liquiçá). Das Dorf liegt im Zentrum der Aldeia Vatu-Vei, in einer Meereshöhe von 130 m. Die Häuser reihen sich an einer Überlandstraße und einer Abzweigung nach Norden aneinander. Nordöstlich liegt an der Überlandstraße das Dorf Ermeta und südwestlich das Dorf Irlelo. Östlich fließt ein Fluss Richtung Süden zum Lóis. Südlich liegt der Hügel Foho Vatukerbau (134 m), südwestlich der Foho Daalaba (147 m) und westlich der Foho Ebole (184 m).